# Haçane Senussi
Saíde Haçane Arrida Mádi Senussi (1928 - 28 de abril de 1992) foi o príncipe herdeiro do Reino da Líbia a partir de 26 de outubro de 1956 a 1 de setembro de 1969, quando a monarquia foi abolida.

## Biografia

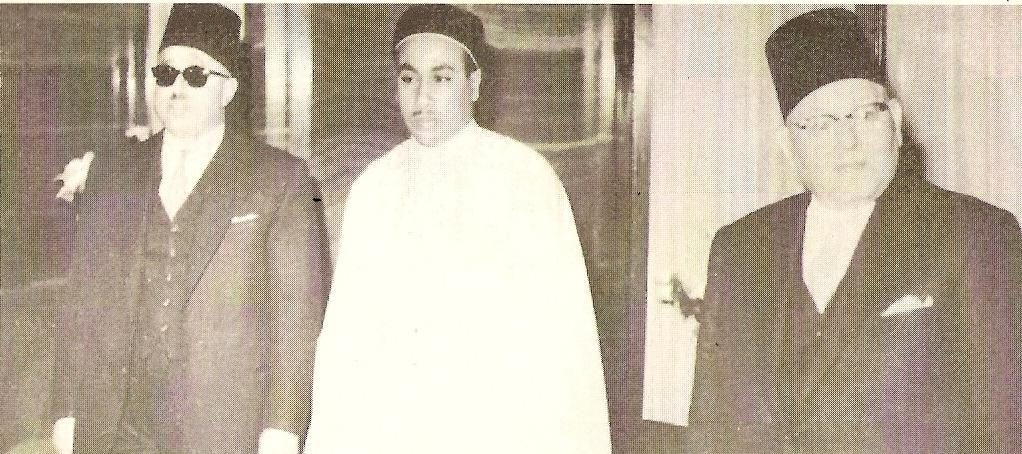
Haçane (centro), a esquerda o primeiro-ministro Abdul Majid Kubar e a direita Bakeer Taher, governador da Tripolitânia.

Haçane nasceu em 1928, foi o quinto filho de Maomé Arrida Senussi (1890-1955, irmão do emir da Cirenaica, Idris I) e sua décima esposa Imbaraika al-Fallatiyya. Ele foi educado em Cufra e na Universidade de Alazar no Cairo, Egito.
Em 24 de dezembro de 1951, a Líbia tornou-se independente. Após a morte de seu pai, ele foi nomeado príncipe herdeiro pelo seu tio Rei Idris I em 26 de outubro de 1956.

## Revolução de 1969
Os acontecimentos de setembro de 1969, revelaram-se fundamentais tanto para o príncipe herdeiro Haçane como para a Líbia. Como príncipe herdeiro, Haçane era o primeiro na linha sucessoria ao trono líbio, o rei Idris adoentado apresentou um documento assinado em 4 de Agosto de 1969, ao Presidente do Senado da Líbia, onde constava que Idris iria  abdicar em favor do príncipe herdeiro, o instrumento de abdicação foi especificado em 2 de setembro, data em que o rei se comprometia formalmente a renunciar. Na verdade, o príncipe já estava exercendo os poderes soberanos em nome do rei, antes 2 de setembro. 
No entanto, em 1 de setembro, enquanto Idris estava fora do país em tratamento médico, um grupo de oficiais do exército líbio, entre eles o coronel Muamar Gadafi, rebelaram-se e anunciaram que o Rei Idris fora deposto. Desde que o rei Idris I não foi capaz de completar o mandato do seu reinado, como previsto por seu instrumento de abdicação, Haçane na verdade nunca se tornou rei. Seu legado, no entanto, foi no papel do príncipe, exercido entre 1956 e 1969, no final da qual ele foi o de facto governante da Líbia. Como príncipe herdeiro, ele repetidamente realizou viagens oficiais ao estrangeiro, nomeadamente para negociar a compra nos Estados Unidos de aviões para a Força Aérea Líbia  durante administração do presidente John F. Kennedy.

## Prisão e morte
Após a revolução, Haçane foi mantido sob prisão domiciliar na Líbia, julgado pelo Tribunal Popular líbio foi condenado a três anos de prisão em novembro de 1971.
Em 1984, o príncipe herdeiro e sua família foram expulsos de sua casa, que foi incendiada, e forçado a mover-se em cabines em uma das praias públicas de Trípoli. Foi nessas cabines que o príncipe herdeiro sofreu um derrame em 1986. Em 1988, o príncipe herdeiro foi autorizado pelo coronel Gadafi a viajar para tratamento médico em Londres, onde morreu em 1992. O príncipe herdeiro foi enterrado ao lado de seu tio Rei Idris em Medina, Arábia Saudita.
Antes de sua morte, em 1992, nomeou o seu segundo filho, Muhammad as-Senussi (nascido em 1962), para sucedê-lo como chefe da Casa Real da Líbia. 